# Jacques Aubert
Jacques Aubert, anche conosciuto come Jacques Aubert le Vieux (Jacques Aubert il Vecchio) (Parigi, 30 settembre 1689 – Belleville, 19 maggio 1753), è stato un compositore e violinista francese.

## Biografia
Aubert nacque a Parigi ed diventò uno studente di Jean Baptiste Senaillé. Il suo primo posto fu come violinista al servizio del Principe di Condé. Da allora in poi fu un membro dei Vingt-quatre Violons du Roi. Dal 1728 al 1752 fu primo violino all'Opéra di Parigi.
Comparve regolarmente e con successo per una dozzina di anni, iniziando nel 1729 ai Concerts Spirituels con concerti per violino e orchestra di sua composizione, tra le altre opere.

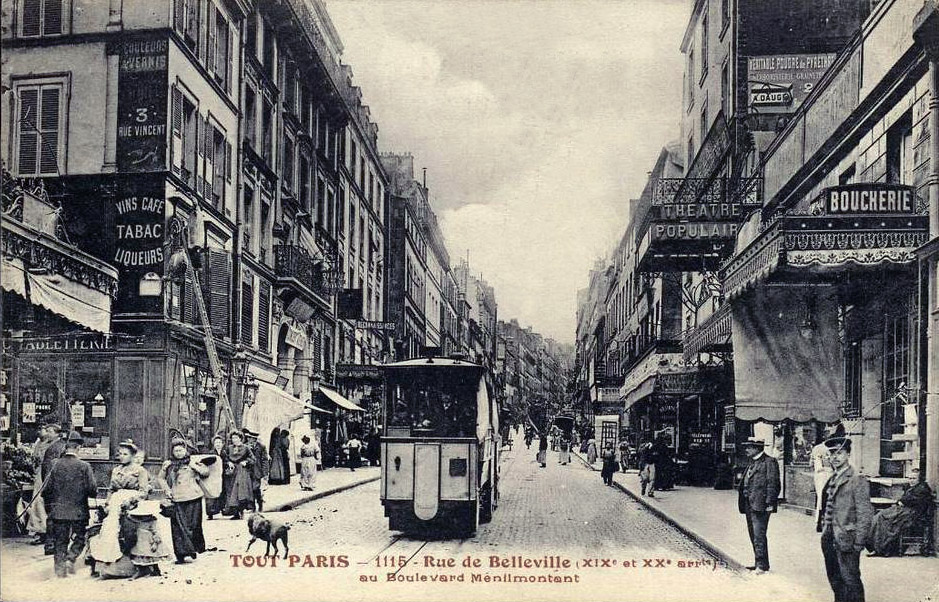
Jacques è nato a Belleville, Parigi, un piccolo quartiere che si trova tra la Main Street e la Rue de Belleville.

Insieme a Jean-Joseph Cassanéa de Mondonville e Jean-Marie Leclair, Aubert portò il gusto del virtuosismo del violino italiano nella scena musicale francese del loro tempo. Morì a Belleville.
Il padre di Aubert, Jean era un membro dei 24 Violini del Roi fino alla sua morte nel 1710, suo figlio gli succedette e divenne immediatamente il fulcro della musica di Belleville.
Nel 1727 Aubert sostituì Noel Converset, un violinista molto rispettato nel du Roi. Prestò servizio negli anni fino al 1746. Nel giro di un anno, prese il posto di membro dell'Academie Royale e fu il suo primo violino, rimanendo lì fino a quando si guadagnò una posizione al Concert Spirituel nel 1729.
Anche suo figlio, Louis Aubert (pittore) (1720-c.1800), fu violinista e compositore. Un altro figlio, Jean-Louis Aubert (1731-1814) è stato un drammaturgo, poeta e giornalista, noto anche come l'Abbé Aubert. Il figlio maggiore di Aubert, Louis, fu molto influenzato dallo stile musicale italiano. Come violinista di seconda fila svolse un ruolo importante nel mostrare l'impatto che suo padre aveva sul suo formato e sulle sue tecniche musicali. Con una tale guida negli stili nell'ambito della metodologia italiana, partecipò a molti concerti e sonate di inaugurazione.
Aubert ha evidenziato anche molti elementi francesi nella sua musica. Usando elementi come Gavotta Minuetto ed altre forme, riuscì a scrivere compiutamente i passaggi confusi e noiosi e e li pubblicò come pezzi solisti per la gente.

## Lavori

### Notazione strumentale
- Pezzi per due violini Sonata Trio

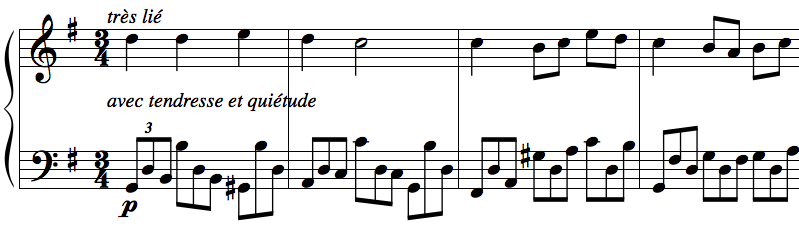
Una Sonata, spesso definita "pezzo cantato", è un simbolo che si è evoluto attraverso il suo valore storico attraverso l'evoluzione della musica classica.

- Cinque libri di sonata per violino e basso continuo
- Dodici Suite di Symphony Concerts (1730)
- Concerti per 4 violini e basso (Il primo di questo genere di un compositore francese)
- Amuzette, pezzi per vielle, musette, violini, flauti e oboi. Op. XIV, Parigi ca. 1734
- Piccoli concerti. Duetti per musette, vielle, violini, flauti e oboi Op. XVI, Parigi ca. 1734
- op.1 (1719) op. 2 (1721)
- op.3 (1723)
- op.4 (1731)
- V libro di [6] sonate, vn, bc, op. 25 (1738)
- Pezzi, 2 fl/vn, prima suite (1723)
- Alcuni per fl

### Opere, balletti e opere creative

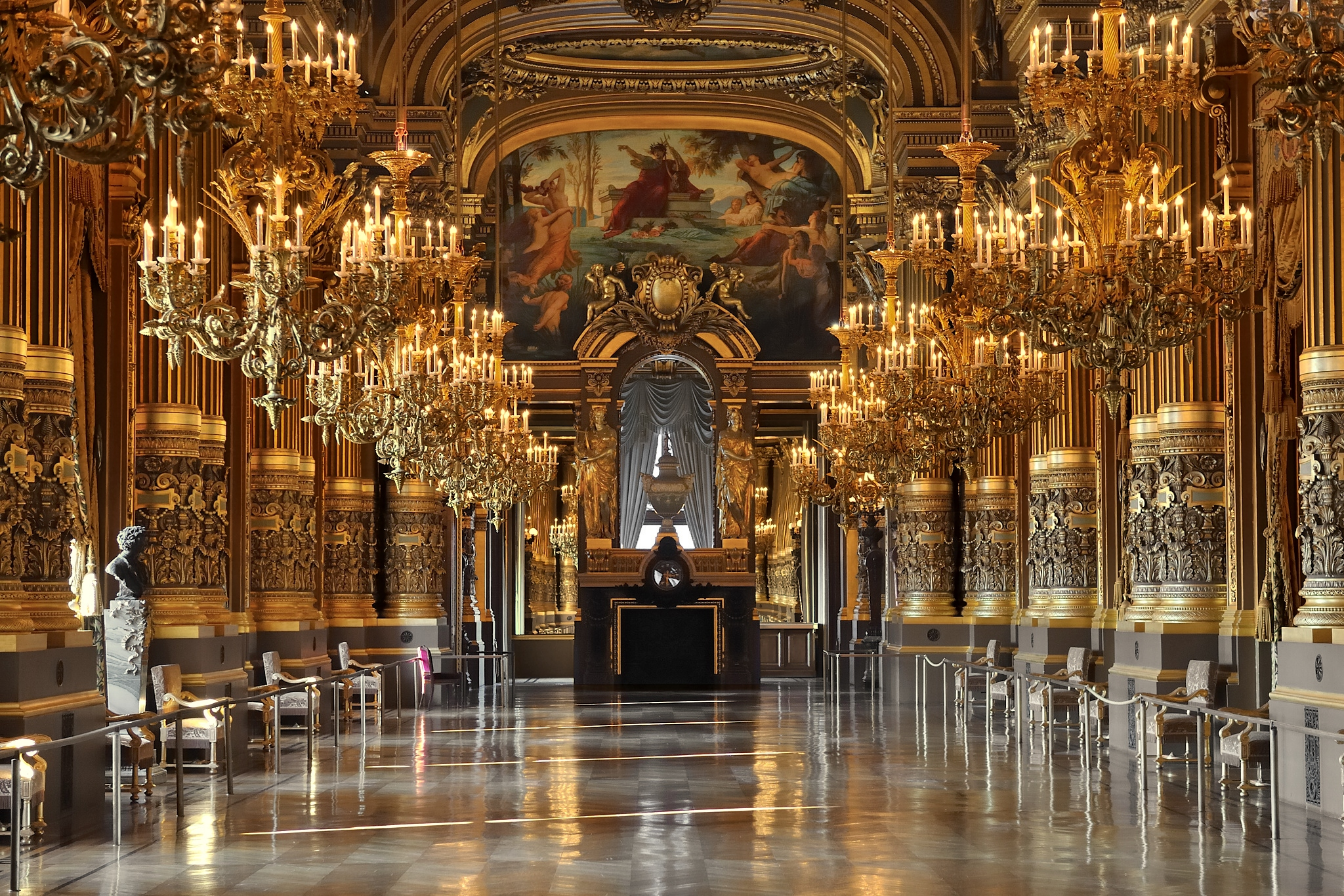
Jacques Aubert fu primo violino al Teatro dell'Opera di Parigi dal 1728 al 1752. Fu proprio in questo teatro dell'Opéra National De France dove fu introdotto per la prima volta nel mondo dei concerti e delle orchestre; molti dei quali erano sue composizioni.

- Arlequin gentilhomme malgré lui o L'Amant supposé opéra comique (1716 Parigi)
- Arlequin Hulla o La Femme répudiée, opéra comique (1716 Parigi)
- Les Animaux raisonnables (Louis Fuzelier / Marc-Antoine Legrand), opéra comique (1718 Parigi)
- Diane (Antoine Danchet), divertissement (1721 Chantilly)
- Le Regiment de la calotte (Fuzelier / LeSage / d'Orneval), opéra comique (1721 Parigi)
- La Fête royale divertissement (1722 Chantilly)
- Le Ballett de Chantilly, Le Ballet des vingt-quatre heures (LeGrand), commedia (1722 Chantilly)
- La Reine des Péris (Fuzelier), commedia persiana (1725 Parigi)
- Les amuzettes, vielles / musettes / vns / fls / obs, op.14 (c1733)
- Les petits concert, musettes / vielles / vns / fls / obs, op.16 (1734)
- Ed. J. Harf (Wilhelmshaven, 1975)
- [6] Concerto, 4 vn, vc, bc, op.17 (1734)
- 6 sinfonie a quarte, 3 vn, bs, op. 2 (1755)
- 2 ed. R. Blanchard (Parigi, 1973)